# Dolmen d'Alleuzet
Le dolmen d'Alleuzet est un dolmen situé dans la commune des Ternes, dans le département français du Cantal.

## Protection
Il fait l'objet d'une inscription aux monuments historiques depuis 1986.

## Description
Le dolmen, situé dans un bois de pins, ne possède pas de dalle de chevet. Sa dalle de couverture, longue de plus de trois mètres, est encore en place, reposant sur deux supports latéraux.